# Septembre 1984

## Événements
- Union soviétique : Nikolaï Ogarkov, jugé trop remuant, est écarté par Konstantin Tchernenko. Au même moment, le besoin d’une nouvelle politique étrangère fondée sur un rapprochement avec l’Ouest se fait sentir. Mikhaïl Gorbatchev semble l’incarner depuis l’été. Il développe au cours d’une conférence les trois concepts clé de ses projets d’action : perestroïka, glasnost, uskorenie (reconstruction, transparence, accélération).

- 2 septembre : assassinat du prêtre français André Jarlan à Santiago du Chili.

- 5 septembre : Pieter Willem Botha est élu président de la république sud-africaine.

- 9 septembre : (Formule 1) Grand Prix automobile d'Italie.

- 10 septembre : Découverte par hasard du concept d'empreinte génétique par le généticien britannique le Dr Alec Jeffreys qui a ensuite développé ses méthodes d'analyse.

- 13 septembre : séisme à Otaki, dans la préfecture japonaise de Nagano, faisant une trentaine de victimes.

- 20 septembre : un camion-suicide explose devant une annexe de l'ambassade des États-Unis à Beyrouth, faisant 23 morts et 60 blessés.

- 25 septembre (Argentine) : le Conseil supérieur des forces armées se déclare incompétent pour juger des actes de répression commis entre 1976 et 1983 (« Guerre sale »).

- 26 septembre : le Royaume-Uni et la Chine décident le retour de Hong Kong à la Chine en 1997, le système capitaliste devant y perdurer jusqu'en 2047.

## Naissances
- 1er septembre : Joe Trohman, guitariste américain.
- 2 septembre : El Aid Maamar Kouadri, footballeur algérien.
- 3 septembre : Garrett Hedlund, acteur américain.
- 5 septembre : Eliud Kipchoge, athlète kényan.
- 6 septembre : Zoé Sagan, écrivain français.
- 7 septembre : Vera Zvonareva, joueuse de tennis russe.
- 14 septembre :
  - Sonja Bertram, actrice allemande.
  - Jonathan Bottinelli, footballeur argentin.
  - Santiago Bottini, joueur de rugby à XV argentin.
  - Caleb Campbell, joueur américain de football américain.
  - Chory Castro, footballeur international uruguayen.
  - Michael Falkesgaard, footballeur international philippin.
  - Valery Kashuba, joueur de football international kirghize.
  - Adam Lamberg, acteur américain.
  - Aymen Mathlouthi (أيمن المثلوثي), footballeur tunisien.
  - Robert Mosebach, joueur américain de baseball.
  - Josh Outman, joueur américain de baseball.
  - SoShy, chanteuse et parolière franco-américaine.
  - Josh Outman, joueur de baseball américain.
  - Fernanda Vasconcellos, actrice brésilienne.
  - Tom Veelers, coureur cycliste professionnel néerlandais.
  - Rebecca Woods, surfeuse australienne.
  - Christopher Zeller, joueur allemand de hockey sur gazon.
- 15 septembre : Harry, prince du Royaume-Uni, deuxième fils de Charles III, roi du Royaume-Uni.
- 16 septembre : Katie Melua, chanteuse britannique d'origine géorgienne.
- 20 septembre : 
  - Brian Joubert, patineur français.
  - Luke Swindlehurst, joueur et entraineur de football britannique.
- 22 septembre : 
  - Laura Vandervoort, actrice canadienne.
  - Thiago Silva, footballeur international brésilien.
- 27 septembre : Avril Lavigne, chanteuse canadienne.
- 28 septembre : 
  - Mathieu Valbuena, footballeur français (Olympique de Marseille)
  - Melody Thornton, chanteuse, danseuse américaine, membre du groupe The Pussycat Dolls.
- 30 septembre : Gemma Massey, actrice pornographique britannique.

## Décès
- 9 septembre : Yilmaz Guney, réalisateur, scénariste, metteur en scène, acteur et écrivain turc d'origine kurde (° 1er avril 1937).
- 16 septembre : Paul Neuhuys, poète et écrivain belge, (° 16 septembre 1897).
- 22 septembre : Pierre Emmanuel, poète et écrivain français (° 3 mai 1916).
- 23 septembre : Henri Carol, chanoine, organiste et compositeur français (° 18 janvier 1910).
- 26 septembre :
  - George Grard, sculpteur belge (° 26 novembre 1901).
  - Paquirri (Francisco Rivera Pérez), 36 ans, matador espagnol (° 5 mars 1948).
- 30 septembre : Anna Świrszczyńska, 73 ans, poétesse polonaise (° 7 février 1909).